# Bursera simaruba
Bursera simaruba és una espècie d'arbre de la família Burseraceae, nativa del regne florístic neotropical, des del sud de Florida fins a Mèxic i el Carib fins al Brasil, Nicaragua i Veneçuela. Bursera simaruba és freqüent a l'ecoregió dels manglars de Petenes del Yucatán, on és una espècie de planta subdominant als manglars. Als Estats Units, es poden trobar exemplars al golf de Mèxic al llarg de la costa occidental de Florida.

## Descripció
Bursera simaruba és un arbre de mida petita a mitjana que arriba als 30 metres d'alçada, amb un diàmetre d'un metre o menys a 1,5 metres sobre el sòl. L'escorça és de color vermell fosc brillant, i les fulles estan disposades en espiral i pinnades amb 7-11 fulles, cada folíol ample ovat, de 4 a 10 cm de llarg i de 2 a 5 cm d'ample. Segons la persistència de les fulles és semi-perenne.
Tot i que l'arbre dona fruits madurs durant tot l'any, la temporada de fructificació principal és el març i l'abril a la part nord de la gamma de l'arbre. El fruit és una petita càpsula en forma de part superior de tres vàlvules que engloba una sola llavor que està coberta d'un aril (coberta de llavors) vermella i grassa de 5-6 mm de diàmetre. Tant els fruits madurs com els verds s'adhereixen a les seves tiges de manera bastant fluixa i es poden caure si l'arbre es sacseja. Les càpsules madures s'obren espontàniament o per l'acció mecànica d'ocells. Aquests buscaran el fruit per alimentar-se de l'aril, que malgrat ser relativament petit, és ric en lípids (aproximadament la meitat del seu pes sec).

## Noms vulgars
En anglès gumbo-limbo, copperwood, chaca, West Indian birch, naked Indian, i turpentine tree. En castellà palo mulato, chacaj, carate, indio desnudo, jiote, jiñocuabo, chaká, encuero o almácigo.
Es coneix, amb humor, com l'arbre del turista perquè l'escorça de l'arbre és vermella i es pela, com la pell dels turistes cremats pel sol que són una visió comuna a l'àrea de distribució de la planta.

## Galeria d'imatges

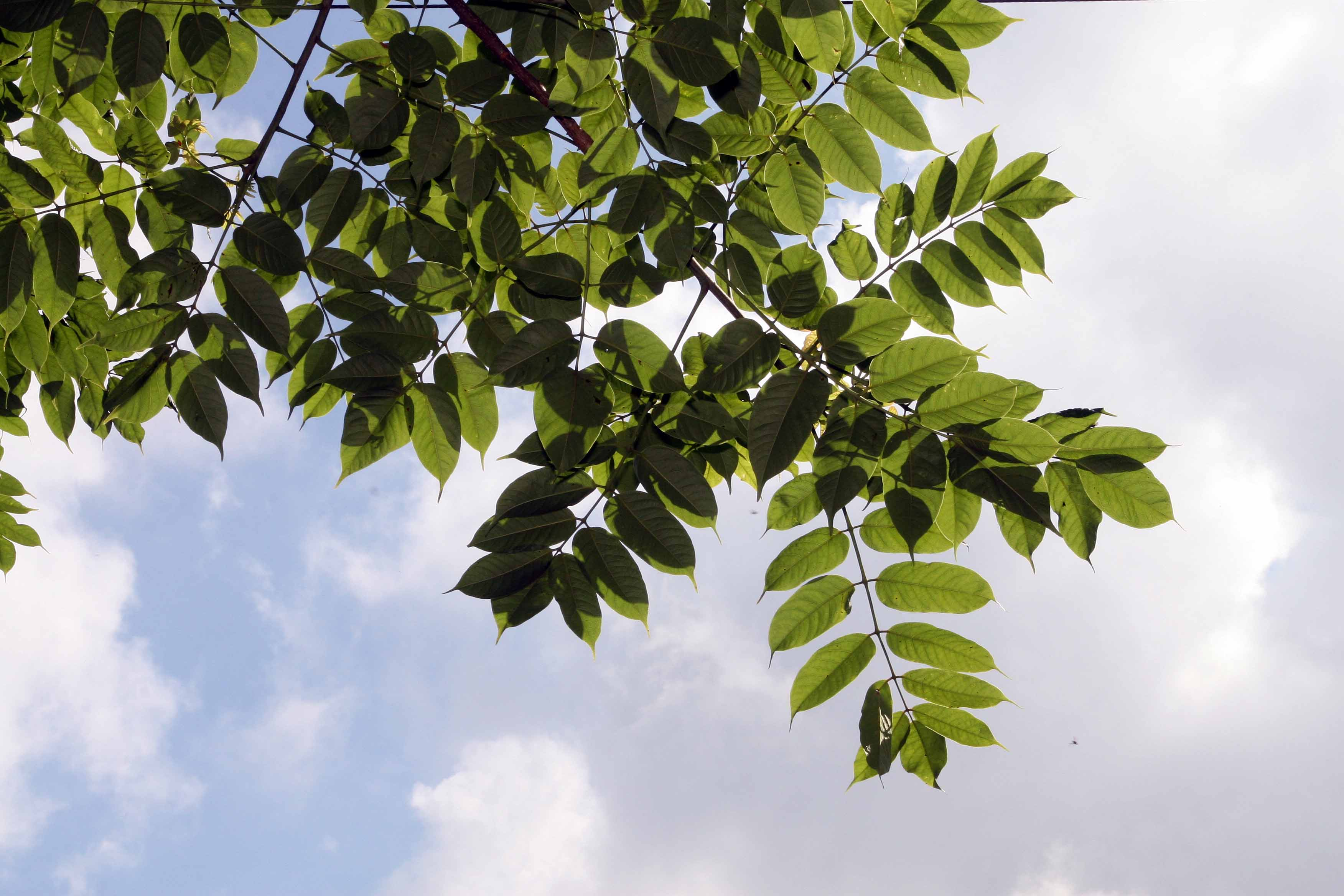
Fulles compostes
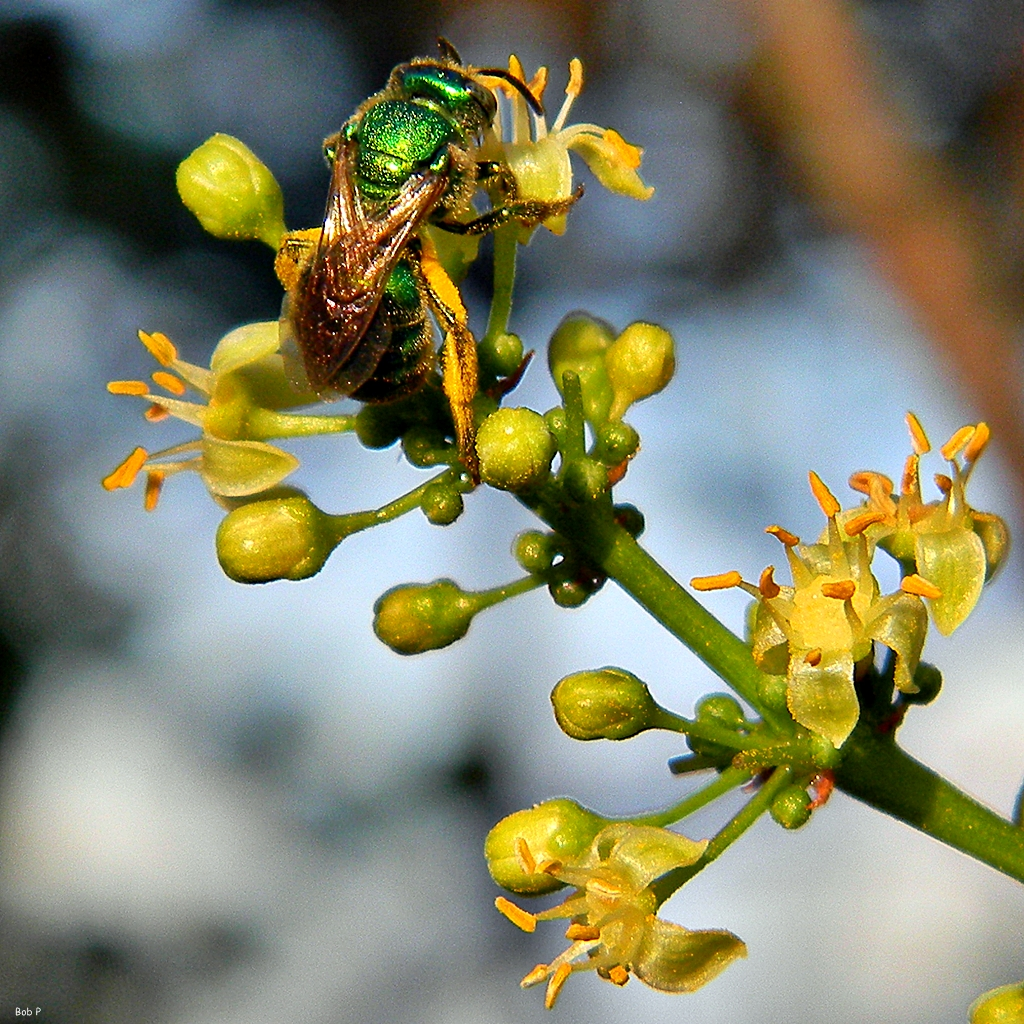
Pol·linitzador sobre inflorescència
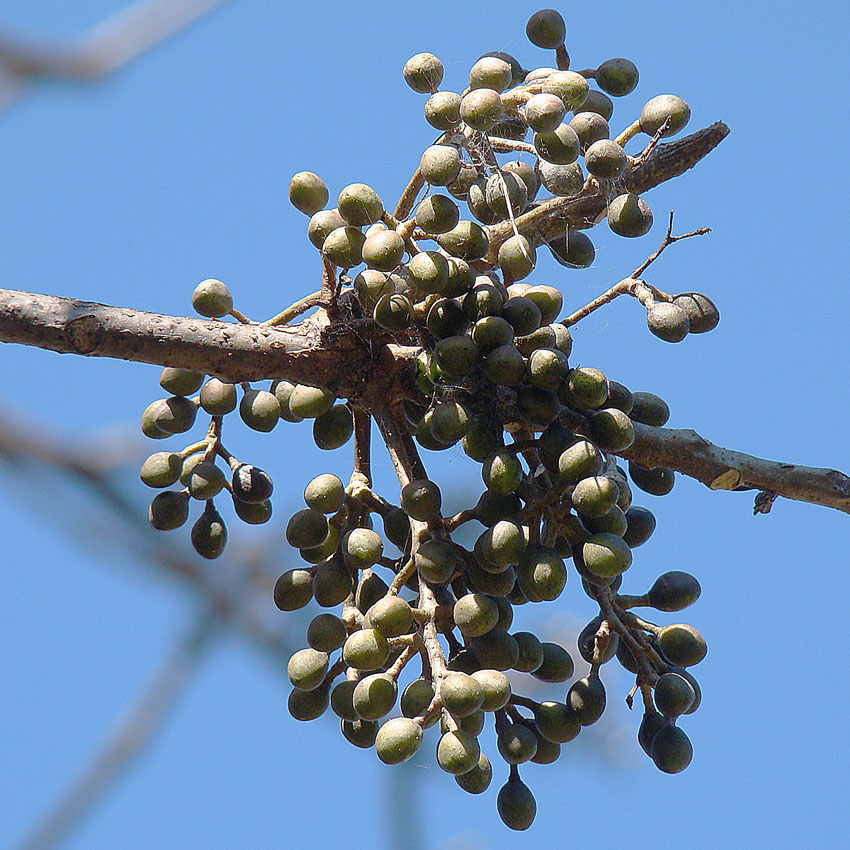
Infructescència
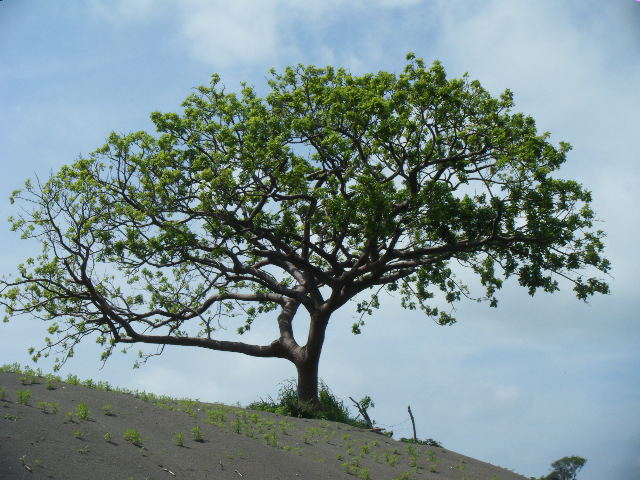
Exemplar solitari
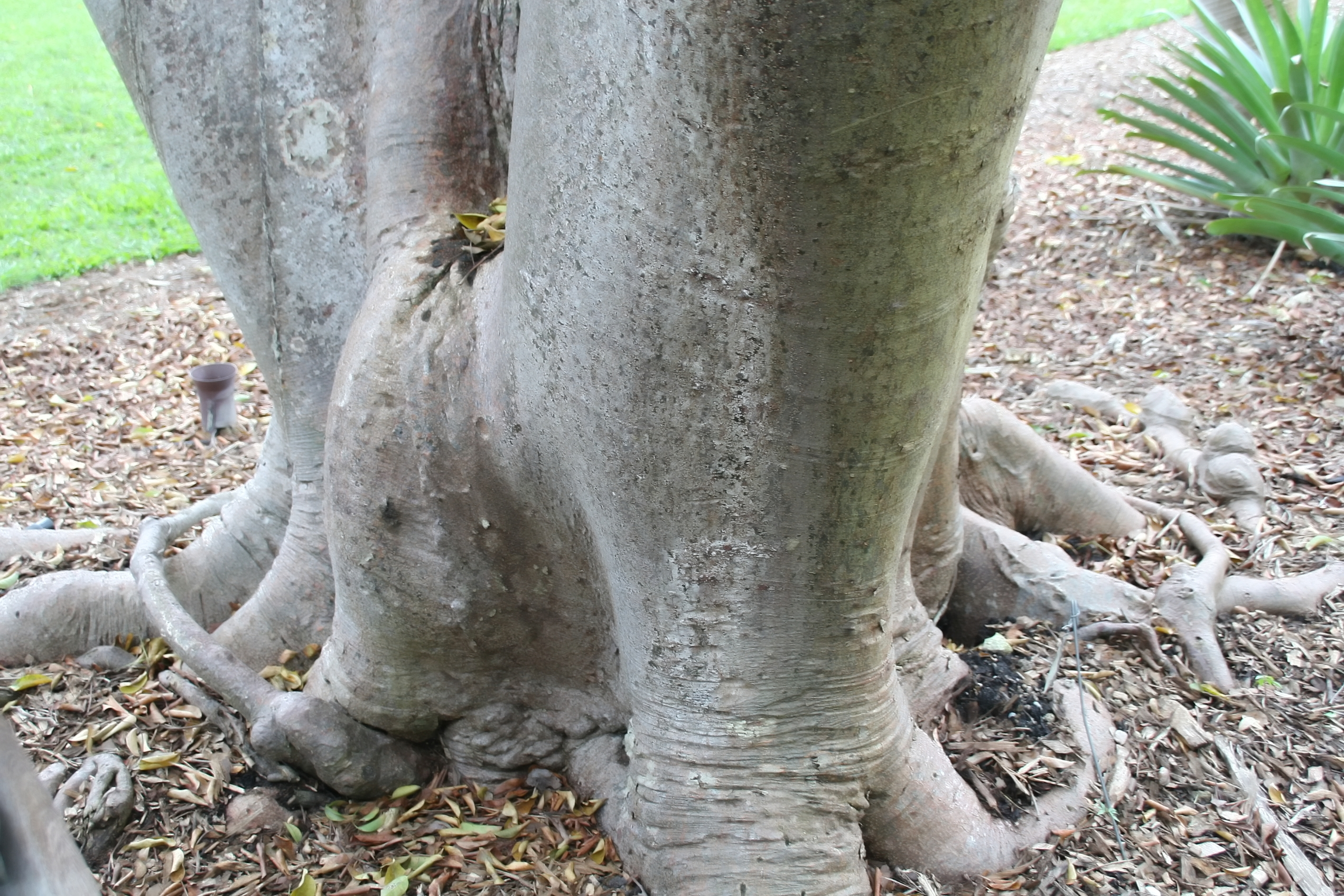
Escorça llissa
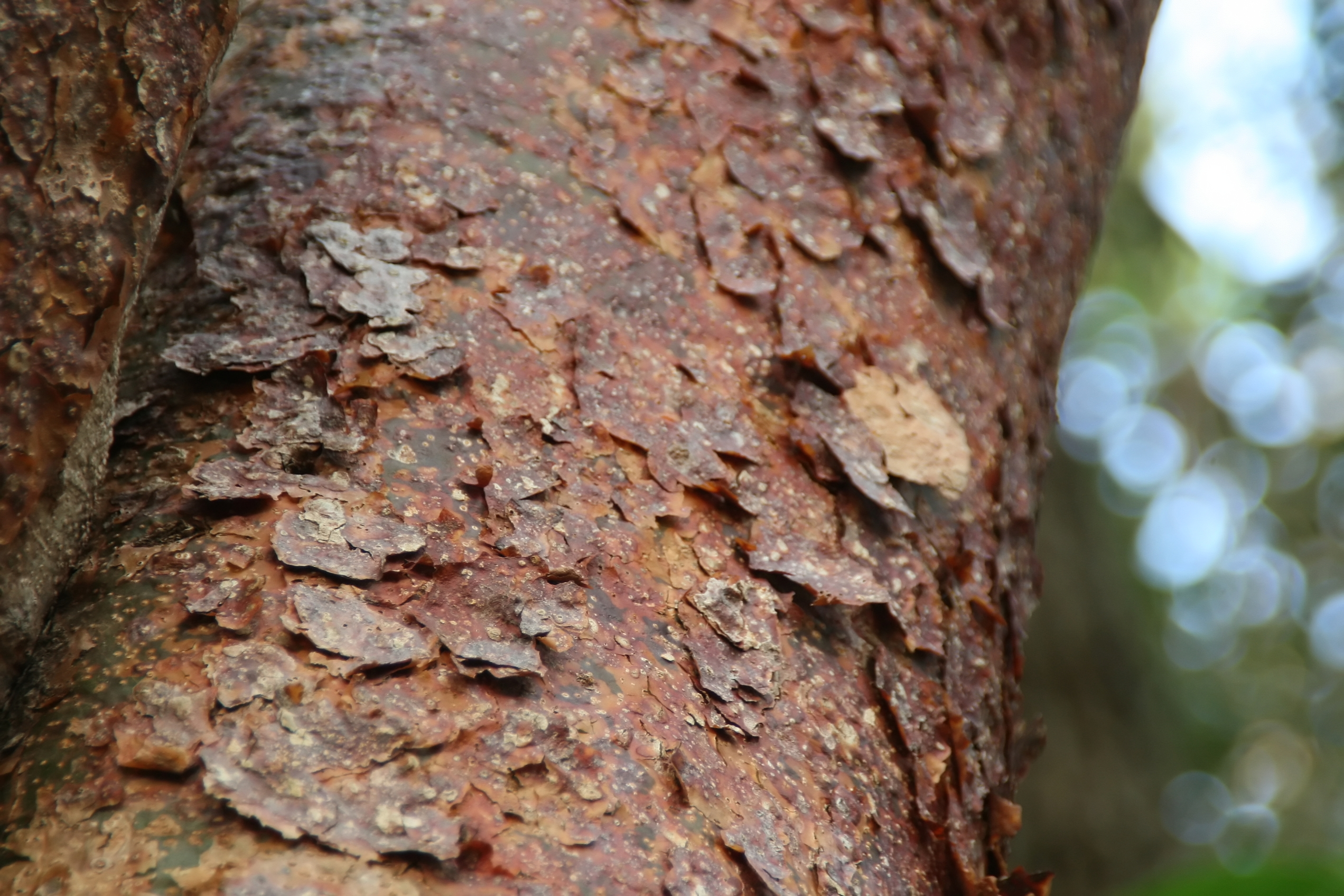
Escorça amb escates